# 臺北國道馬拉松
臺北國道馬拉松（Taipei Freeway Marathon）是1992年起於中華民國臺北市舉辦的马拉松比賽，為臺北馬拉松的衍生路跑賽事。全程馬拉松組賽道經國際馬拉松暨長跑協會認證。
臺北國道馬拉松是台灣唯一固定在高速公路舉辦的路跑賽事，原擇定國道三號樹林－龍潭段，後因該路段通車交管不易而移至國道一號汐止－五股段。

## 賽制
臺北國道馬拉松目前共有「競速菁英馬拉松組（42.195km）」、「飆速半程馬拉松組（21.0975km）」、「飛速10公里組」以及「疾速3公里組」四個競賽組別，皆有完賽時間限制。
「疾速3公里組」為2020年賽事新增的競賽組別。

### 參賽資格
2020年賽事，競速菁英馬拉松組限2003年前出生且曾參加過2018~2020年1月間任一全程馬拉松於4小時內完賽者參賽，其他組參賽限制詳如下表：
| 飆速半程馬拉松組 | 飛速10公里組   | 疾速3公里      |
| ---------------- | -------------- | -------------- |
| 2003年前出生者   | 2013年前出生者 | 無參賽年齡限制 |

## 賽事路線
2020年賽事，各組路線如下：